# AirRobot AR 100-B

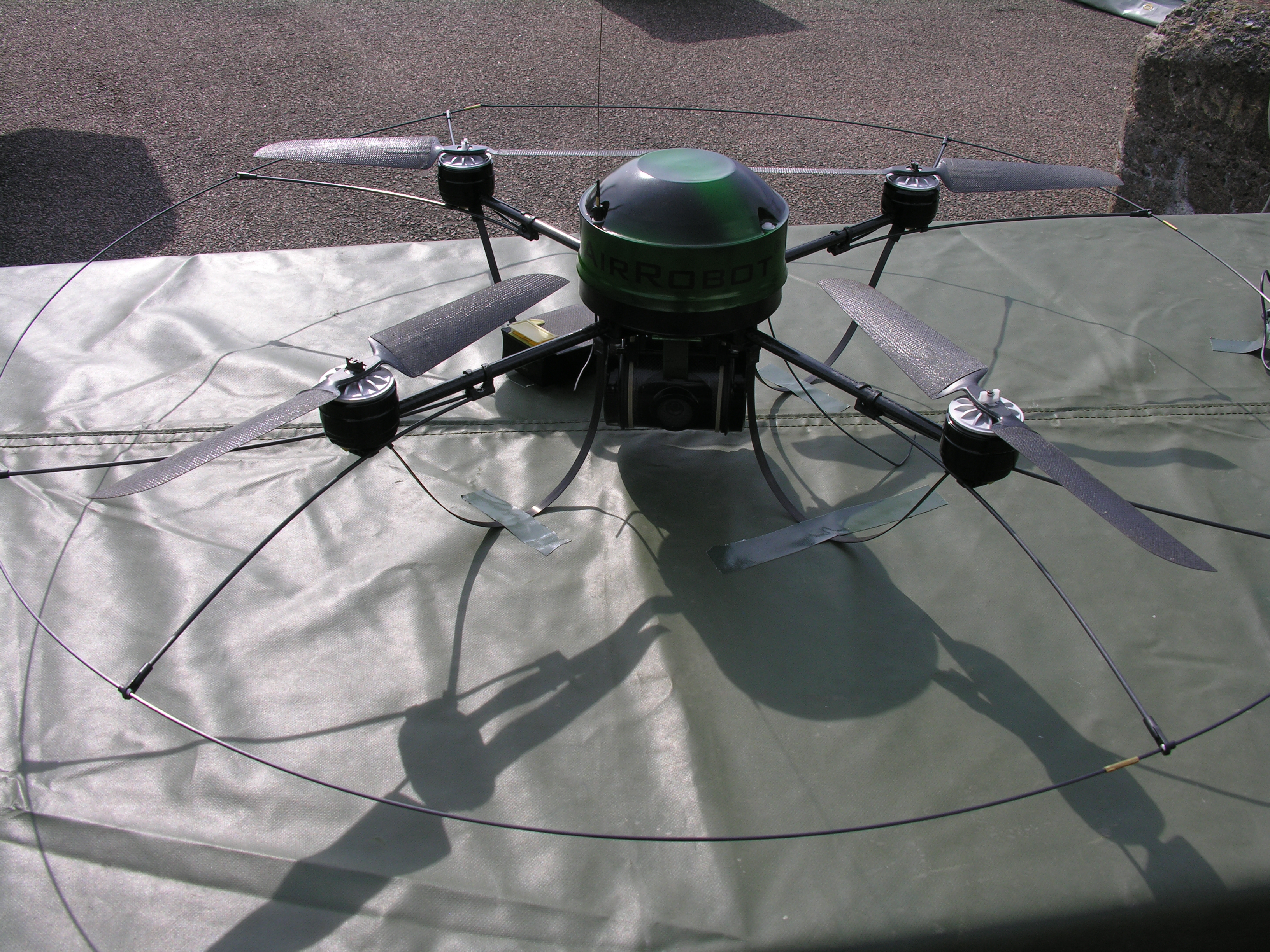
БПЛА AirRobot AR-100B

AirRobot AR-100B — малий безпілотний літальний апарат (БПЛА) типу квадрокоптер, розроблений на замовлення міністерства оборони Німеччини компанією AirRobot.

## Опис
Міні-БПЛА «AirRobot AR-100B» відноситься до розряду портативних. Оснащений 4 електричними двигунами. Діаметр апарату — 1 м.
Закупівельна вартість (у цінах 2004 р.) 93180 Євро.
Тривалість польоту не перевищує 30 хв (залежно від корисного навантаження та типу акумуляторних батарей).
Максимальна висота польоту — до 1 км. Корисне навантаження — до 200 грам, власна вага — 1 кг
Дальність цифрового радіозв'язку — до 1 км. Дані від бортових сенсорів цього БПЛА приймаються за допомогою 4-антенної системи зв'язку, що функціонує за принципом MIMO.
БПЛА оснащений відеокамерами. Для передачі зображення використовується радіолінія діапазону 2,4 ГГц.

## Галерея

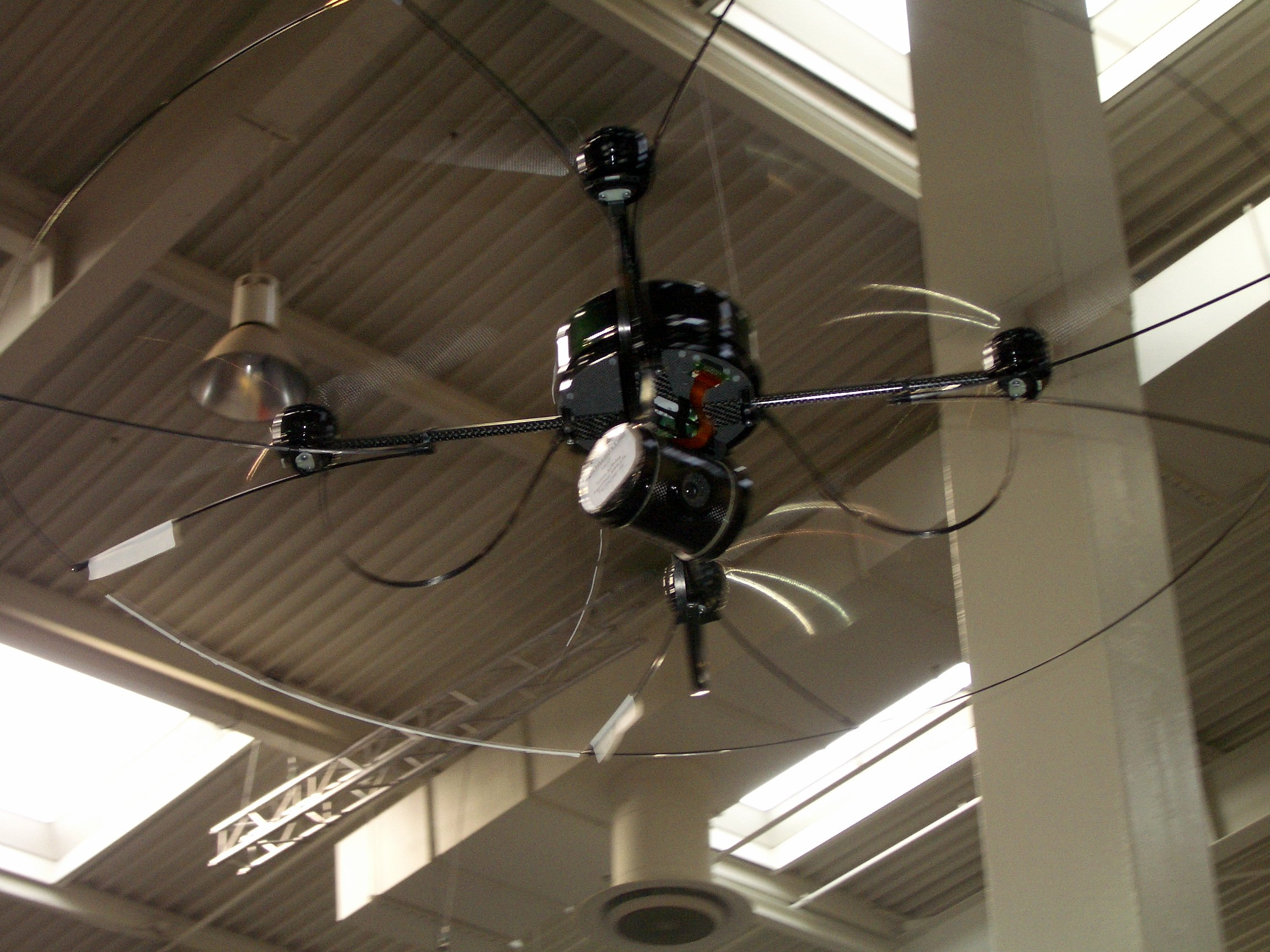
AirRobot AR 100-B в польоті
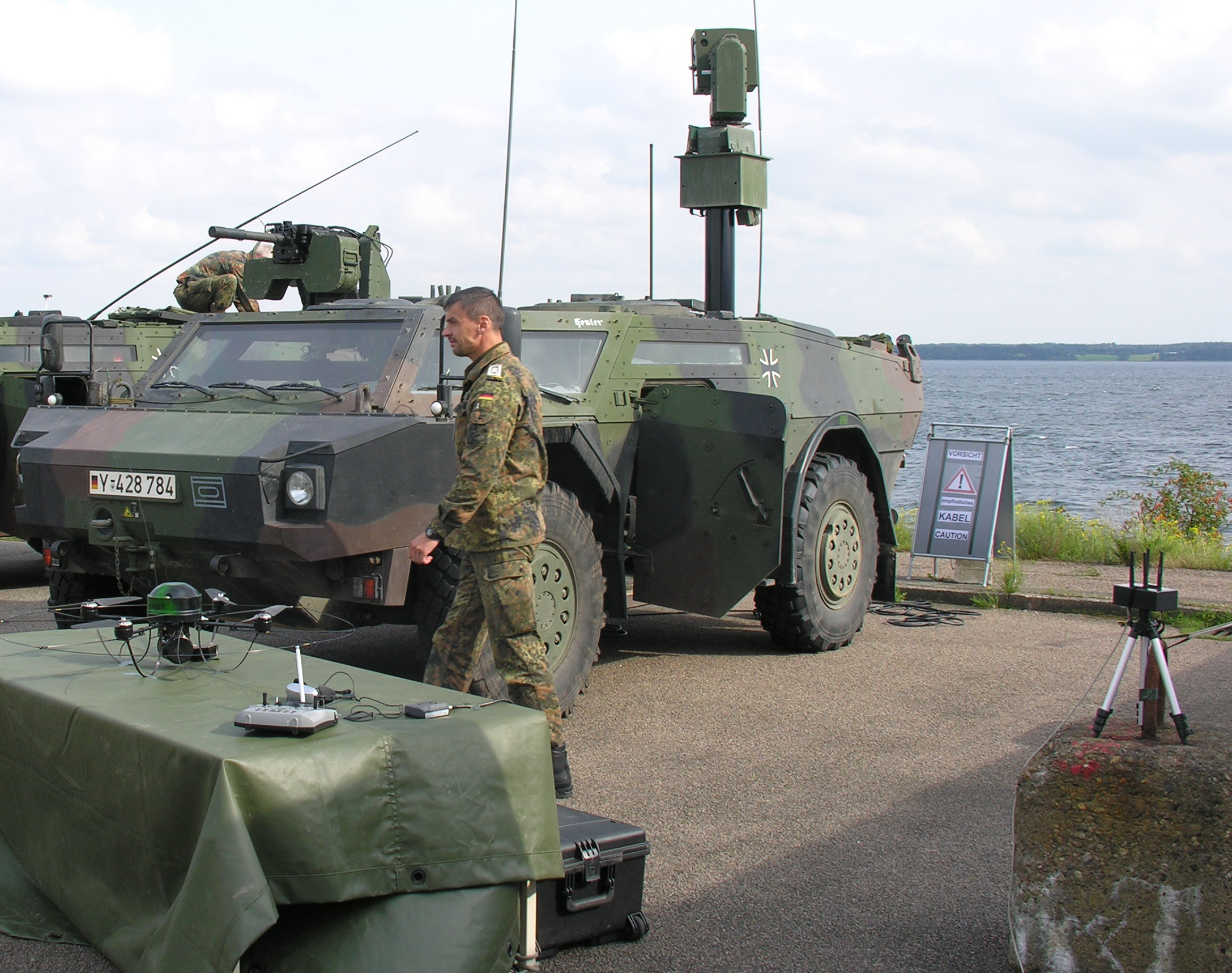
Комплекс AirRobot AR 100-B як елемент оснащення дозорної машини Fennek (TechDemo'08)
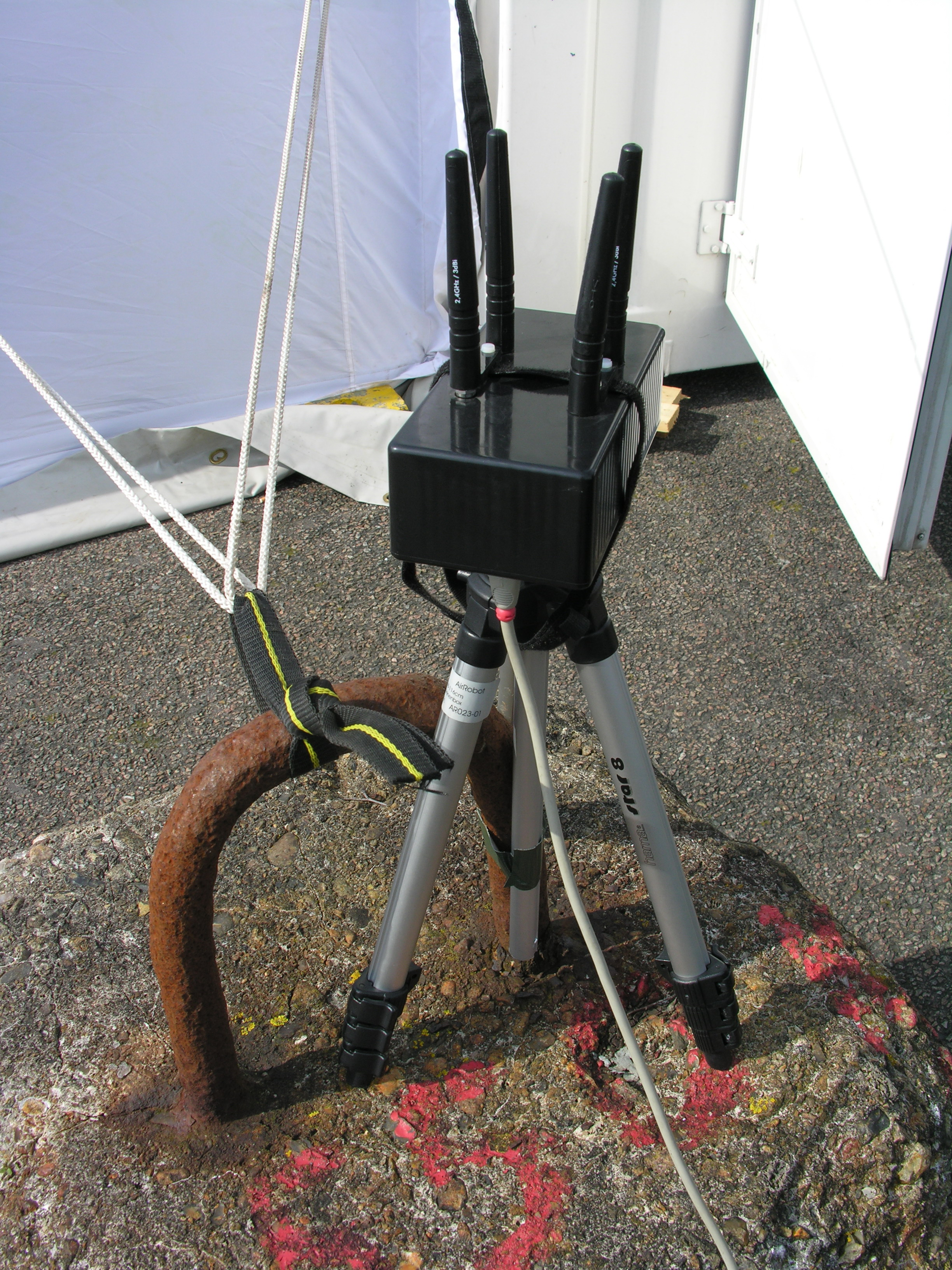
MIMO антена прийому даних з борту AirRobot AR 100-B (TechDemo'08)
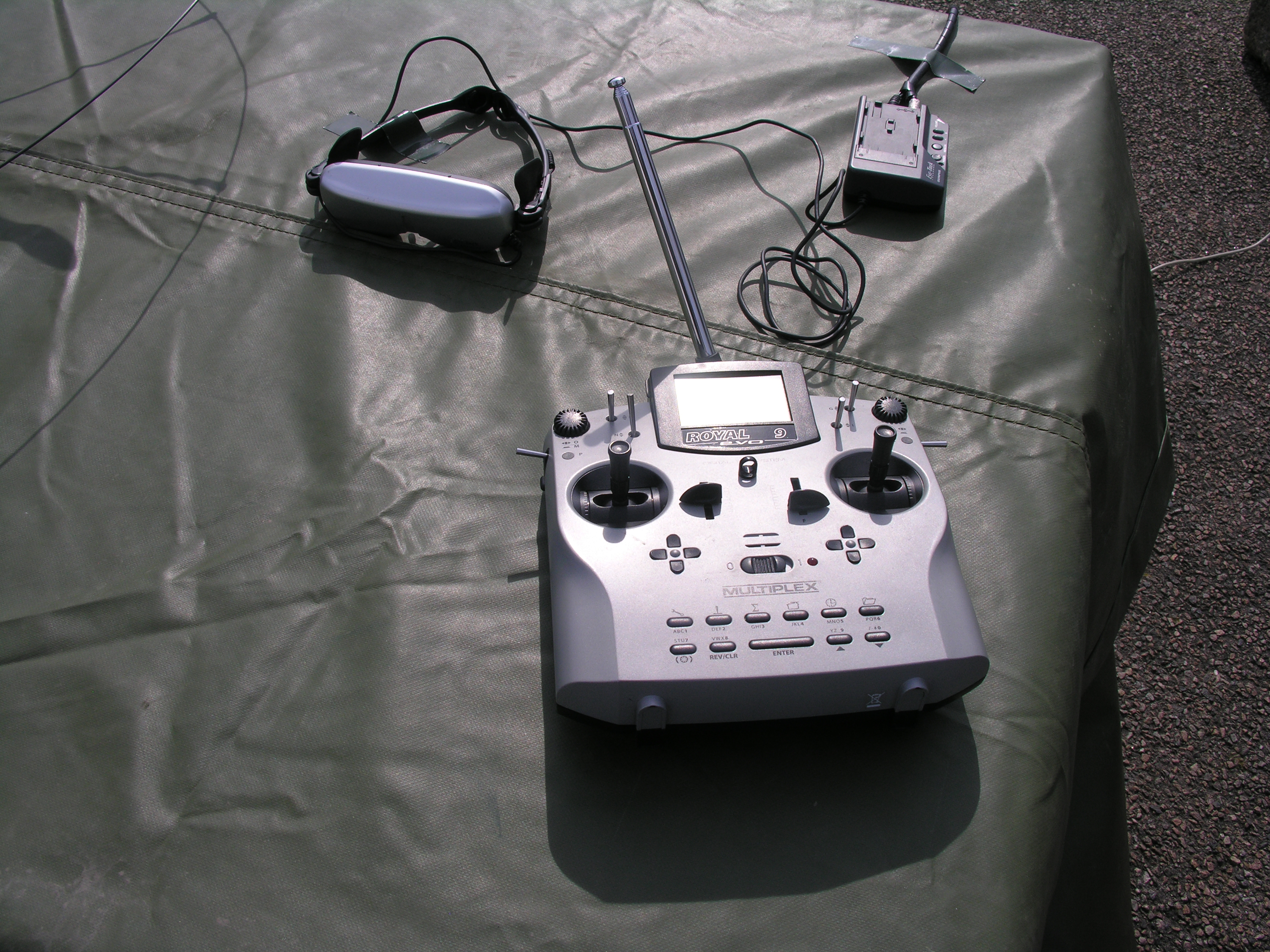
Пульт керування AirRobot AR 100-B